# Anthophora zamoranella
Anthophora zamoranella is een vliesvleugelig insect uit de familie bijen en hommels (Apidae). De wetenschappelijke naam van de soort is voor het eerst geldig gepubliceerd in 1949 door Cockerell.